# Heinrich Tiemann
Heinrich Tiemann (* 15. Juni 1951 in Schwenningen am Neckar) ist ein deutscher Beamter und war von Dezember 2007 bis November 2009 Staatssekretär im Auswärtigen Amt. 

## Werdegang
Nach einer Ausbildung zum Beamten des gehobenen, nichttechnischen Verwaltungsdienstes studierte er von 1973 bis 1978 Wirtschafts-, Politik- und Rechtswissenschaften an der Universität Konstanz mit dem Abschluss als Diplom Verwaltungswissenschaftler. Anschließend arbeitet er in verschiedenen Positionen für die IG Metall. 1991 übernahm er die Leitung der Politischen Abteilung im Vorstand der Sozialdemokratischen Partei Deutschlands (SPD), später übernahm er diese Tätigkeit auch für die Bundestagsfraktion der SPD. Im November 1998, nach dem Regierungswechsel in Bonn, wechselte er ins Bundesministerium für Arbeit und Sozialordnung und übernahm dort die Leitung der Zentralabteilung. Während der ersten Legislaturperiode der rot-grünen Regierung von Gerhard Schröder war er von 1998 bis 2002 Ministerialdirektor im Bundeskanzleramt. Ab 2002 wechselte er ins Bundesministerium für Gesundheit und Soziale Sicherung und war dort bis 2005 Staatssekretär. Im Anschluss wechselte er wieder als Staatssekretär in das Bundesministerium für Arbeit und Soziales. Von 2007 bis zum Amtsantritt der schwarz-gelben Regierung von Angela Merkel war er Staatssekretär im Auswärtigen Amt und führte das informelle „Vizekanzleramt“ für Frank-Walter Steinmeier. Die Stelle eines dritten beamteten Staatssekretärs war wegen des zusätzlichen Arbeitsaufwandes Steinmeiers geschaffen worden. Tiemanns Aufgabe war unter anderem die Koordinierung der SPD-geführten Ministerien. Die Zusammenarbeit mit Steinmeier begann schon während dessen Zeit als Kanzleramtschef.
Er war Mitglied der Rürup-Kommission zur „Nachhaltigkeit in der Finanzierung der Sozialen Sicherungssysteme“.